# Criconematoide
Criconematoidele (Criconematoidea) este o superfamilia de viermi nematozi din ordinul Tylenchida care sunt ectoparaziți ai rădăcinilor plantelor. Ambele sexe au corpul cu aspect de obicei viermiform și numai în unele cazuri (femelele mature ale unor specii) este ușor saciform (dimorfism sexual).  Cuticula este mai mult sau mai puțin inelată și la majoritatea speciilor se remarcă prezența unei ornamentații; metacorpul esofagului este tipic, foarte mare și cu o valvă robustă; istmul este în mod frecvent scurt, iar glandele esofagiene sunt incluse în bulbul bazal. Femelele sunt prodelfice și au vulva în poziție posterioară. Bursa este foarte redusă sau absentă. Cuprinde 2 familii, Criconematidae și  Tylenchulidae, iar câteva specii s-au identificat  pe teritoriul României.